# Mary Paischeff

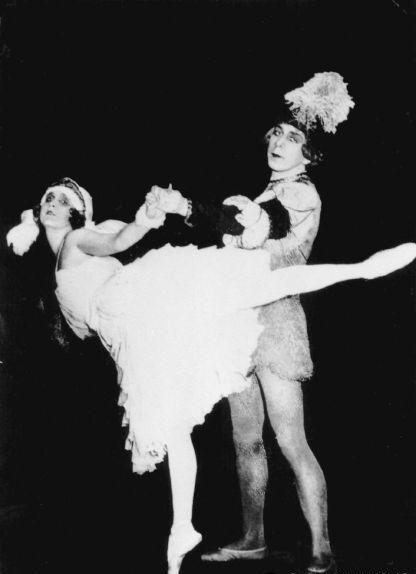
Mary Paischeff och George Gé.

Mary Paischeff, född 6 augusti 1899 i Viborg, död 7 november 1975 i Helsingfors, var en finländsk danskonstnär, Finlands första prima ballerina. 
Paischeff studerade balett i Sankt Petersburg och kom efter ryska revolutionen till Helsingfors, där hon i början av 1920-talet var engagerad vid flera scener. Åren 1921–1924 var hon solist vid   Finska operan och uppträdde i huvudrollen bland annat när den första helaftonsbaletten (Svansjön) med inhemska krafter framfördes 1922. Hon öppnade 1932 egen balettskola i Helsingfors och undervisade därtill i klassisk balett vid Svenska Teaterns elevskola. Hon tilldelades Pro Finlandia-medaljen 1956.